# Amador Lorenzo
Amador Lorenzo Lemos, deportivamente conocido como Amador (Bueu, Pontevedra, España, 29 de septiembre de 1954) es un futbolista español retirado.

## Trayectoria
Se inició en el Atlético Pontevedrés, filial del Pontevedra CF, y llegó a jugar en Segunda División con el primer equipo. La temporada 1974/75 pasó a las categorías inferiores del Real Madrid. Jugó en el Castilla CF, y la temporada 1976/77 saltó al primer equipo madridista como tercer portero. 
En su primer año se quedó inédito, pero la siguiente temporada las lesiones de Mariano García Remón y Miguel Ángel obligaron a Luis Molowny a hacerle debutar en Primera División. Fue el 6 de noviembre de 1977, en el Estadio Santiago Bernabéu, ante el Valencia CF, en un partido que ganaron por la mínima los madridistas. Esa temporada el conjunto blanco se proclamó campeón de liga. Sin embargo, Amador no tuvo más ocasiones de jugar y al finalizar la temporada fue traspasado al Hércules CF.
En el equipo alicantino jugó dos temporadas a buen nivel, lo que le abrió las puertas de la selección B de España y del FC Barcelona. En el equipo catalán, sin embargo, nunca logró hacerse con la titularidad, siendo suplente de Pedro María Artola primero y Urruti después. En total, solo participó en ocho partidos de liga en seis temporadas. 
A pesar de su presencia testimonial, acumuló múltiples títulos en su etapa azulgrana: una liga, dos Copas del Rey, dos Copas de la Liga, una Supercopa de España, una Recopa de Europa y un subcampeonato de la Copa de Europa en 1986. Tras el fracaso de esta final continental ante el Steaua de Bucarest, dejó Barcelona y fichó por el Real Murcia.
Durante tres años fue el guardameta titular de los pimentoneros en Primera División. Tras el descenso del Murcia, la temporada 1988/89, decidió colgar los guantes.
Tras su retirada, regresó a su Galicia natal, desde donde colabora con el cuerpo técnico del FC Barcelona como observador de jóvenes promesas. Además, regenta junto a su hermano una panadería artesanal en su localidad natal de Bueu.

## Selección nacional
Fue internacional con las selecciones sub-23 y sub-18 de España; y con esta última ganó la medalla de bronce en la Eurocopa de su categoría, disputada en 1972. 
En 1980 fue convocado en varias ocasiones por la Selección B de España, llegando a disputar con esta un partido internacional.

## Clubes
| Club          | País   | Año       |
| ------------- | ------ | --------- |
| Pontevedra CF | España | 1972-1975 |
| Castilla CF   | España | 1975-1976 |
| Real Madrid   | España | 1976-1978 |
| Hércules CF   | España | 1978-1980 |
| FC Barcelona  | España | 1980-1986 |
| Real Murcia   | España | 1986-1990 |

## Palmarés

### Campeonatos nacionales
| Título              | Club         | País   | Año  |
| ------------------- | ------------ | ------ | ---- |
| Liga                | Real Madrid  | España | 1978 |
| Copa del Rey        | FC Barcelona | España | 1981 |
| Copa de la Liga     | FC Barcelona | España | 1983 |
| Copa del Rey        | FC Barcelona | España | 1983 |
| Supercopa de España | FC Barcelona | España | 1983 |
| Liga                | FC Barcelona | España | 1985 |
| Copa de la Liga     | FC Barcelona | España | 1986 |

### Torneos internacionales
| Título           | Club         | País   | Año  |
| ---------------- | ------------ | ------ | ---- |
| Recopa de Europa | FC Barcelona | España | 1982 |